# Cochoa
A Cochoa a madarak osztályának verébalakúak (Passeriformes) rendjébe és a rigófélék (Turdidae) családjába tartozó nem.

## Rendszerezésük
A nemet Brian Houghton Hodgson angol ornitológus írta le 1836-ban, az alábbi 4 faj tartozik ide:
- bíborszárnyú tündérrigó (Cochoa purpurea)
- zöld tündérrigó (Cochoa viridis)
- jávai tündérrigó (Cochoa azurea)
- szumátrai tündérrigó (Cochoa beccarii)

## Előfordulásuk
Dél- és Délkelet-Ázsiában honosak. Természetes élőhelyeik a szubtrópusi vagy trópusi esőerdők. Állandó, nem vonuló fajok.

## Megjelenésük
Testhosszuk 24-28 centiméter körüli.